# William Merritt Chase
William Merritt Chase (Williamsburg, Johnson County (Indiana), 1 november 1849 – New York, 25 oktober 1916) was een Amerikaans impressionistisch schilder. Chase werkte in olie, pastel, inkt, acryl, en op allerlei ondergronden. De onderwerpen en thema’s van zijn schilderwerken en tekeningen zijn uiterst divers: landschappen, stillevens, interieurs, portretten. Diverse beroemdheden stonden voor hem model. Hij was zeer productief en liet meer dan 2000 werken na.

## Leven en werk
Chase werd geboren als oudste van zes kinderen, zijn vader was schoenmaker. Hij kreeg zijn eerste opleiding van 1867 tot 1869 bij de portretschilder Barton S. Hays en studeerde van 1869 - 1871 aan de National Academy of Design in New York.

### München

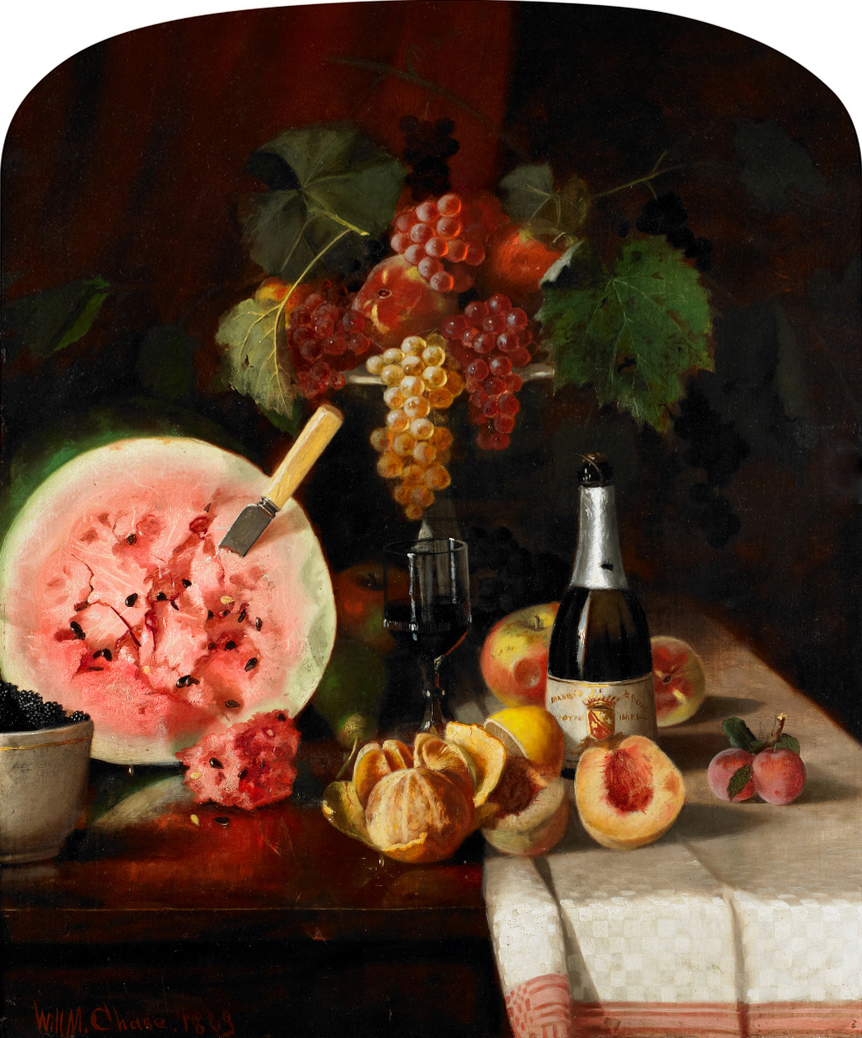
Still Life with Watermelon, 1869, Birmingham Museum of Art, Birmingham AL

In 1872 kreeg hij, dankzij het succes van een van zijn werken op de tentoonstelling in the National Academy in 1871, een beurs van een groep zakenlui uit Saint Louis, waar zijn ouders ondertussen woonden, om een studiereis naar Europa te maken. In tegenstelling tot de meeste van zijn landgenoten koos hij voor een verblijf in München en niet voor Parijs. Hij studeerde er van 1872-1876 bij Karl Theodor von Piloty. Hoewel hij aan de academie studeerde was hij meer geïnteresseerd in het stevige penseelwerk en het dramatische clair-obscur in het werk van Wilhelm Leibl, de Duitse vriend en alter ego van de Franse realist Gustave Courbet. Hij had ook een bijzondere interesse voor het realisme van de oude meesters zoals Peter Paul Rubens en Frans Hals. Hij bezocht tijdens zijn verblijf in Duitsland verscheidene andere Europese landen. In 1877 was hij een tijd in Venetië met Twachtman en Düveneck.
Zoals bij de meeste van zijn landgenoten was zijn stijl nogal eclectisch, hij verwerkte allerlei internationale tendensen en stijlkenmerken, zowel oude als moderne, in zijn werken uit die periode. Met een werk dat hij toonde op de Boston Art Club in 1876 won hij later een gouden medaille op de Centennial Exposition in Philadelphia.

### New York
In 1878 keerde hij terug naar de Verenigde Staten en vestigde zich in New York waar hij een baan gevonden had als leraar aan de in 1875 opgerichte Art Students League. Hij zou er blijven lesgeven tot 1895. Chase heeft zijn ganse leven jonge kunstenaars opgeleid en werd een van de meest gewaardeerde leraren van zijn tijd. Hij huurde in Greenwich Village een kleine studio in de Tenth Street Studio Building, een gebouw van Richard Morris Hunt, dat speciaal was ontworpen om onderdak te bieden aan kunstenaars.

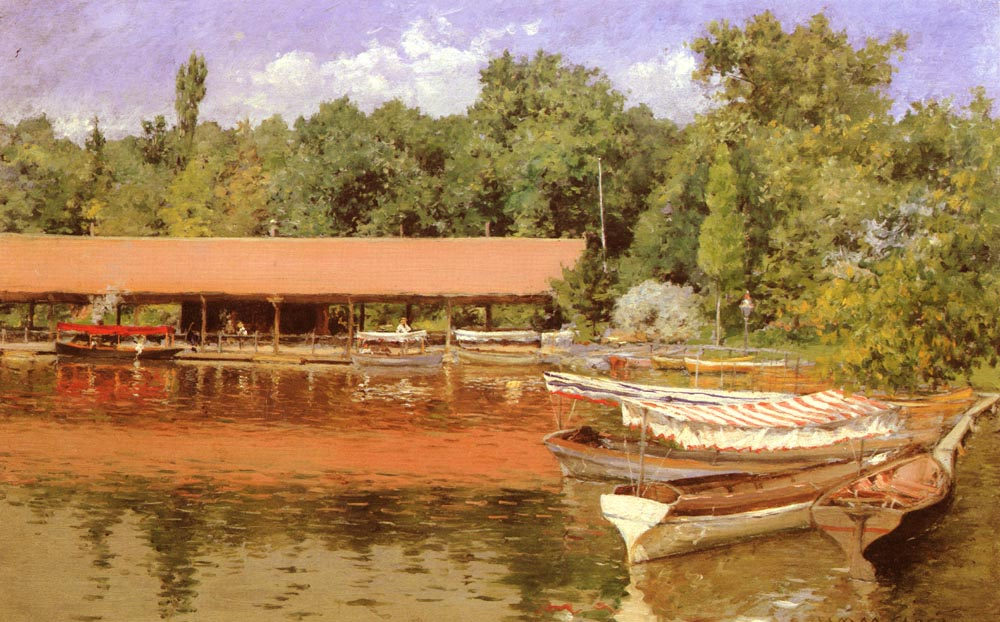
Boat House, Prospect Park, 1887

Tijdens de vroege jaren 1880 reisde hij meerdere malen naar Europa, hij bezocht onder meer Italië, Capri, Frankrijk, Duitsland en Spanje. In 1881 leerde hij in Parijs Alfred Stevens kennen, een Belgisch portret- en genreschilder wiens werk hij bewonderde. Stevens gaf hem de goede raad zijn schilderijen niet te laten lijken op werken van de oude meesters. Chase nam dit ter harte en begon moderner te schilderen, liet zijn tonalistische stijl achterwege, zijn palet werd lichter en hij ging over tot het schilderen in de openlucht. Hij had een bijzondere voorkeur voor het werk van Corot en voor de schilders van de Haagse School, het Nederlandse pendant van de School van Barbizon. Tijdens zijn reis naar Europa van 1881 ontmoette hij John Singer Sargent, ze bleven levenslang vrienden.
Tijdens de zomers van 1883 en 1884 verbleef Chase in Nederland en werkte vooral op het strand en in de duinen van Scheveningen en Zandvoort. In 1885 reisde hij met James McNeill Whistler door Nederland en België.
Ook Édouard Manet zal de stijl van Chase beïnvloeden. Hij schoof onder diens invloed op naar het impressionisme, maar zijn echte impressionistische werk kwam pas tot stand in de Verenigde Staten. Hij had trouwens de gelegenheid om uitgebreid kennis te maken met het werk van de Franse impressionisten tijdens de tentoonstelling in New York van 300 van hun werken, georganiseerd door de kunsthandelaar Paul Durand-Ruel in 1886. Daar kon hij het werk van onder meer Manet, Claude Monet, Edgar Degas, Camille Pissarro, Gustave Caillebotte en nog vele anderen bestuderen.
In 1887 huwde hij Alice Gerson, de dochter van de directeur van een lithografisch bedrijf. Ze verhuisden naar het huis van zijn ouders in Brooklyn, waar hun eerste kindje werd geboren. Het echtpaar kreeg acht kinderen. In die periode schilderde hij in Prospect Park en Tomkins Park, later als ze terug naar Manhattan waren gaan wonen werd Central Park zijn onderwerp. De parklandschappen die hij toen schilderde zijn een duidelijke illustratie van zijn toenadering tot de impressionistische stijl die volledig zal doorbreken vanaf 1890. Van 1885 tot 1895 was Chase voorzitter van de Society of American Artists. Chase die in het begin van zijn carrière erg werd geprezen en werd gezien als de man die de Amerikaanse kunst zou veranderen werd in 1885 fel bekritiseerd omdat hij bleef aanleunen bij de oude stijl en geen Amerikaanse onderwerpen schilderde. Met zijn 'Amerikaanse' parklandschappen uitgevoerd in een nieuwe stijl kwam Chase tegemoet aan de kritiek en dit leidde tot een nieuwe doorbraak in zijn carrière.

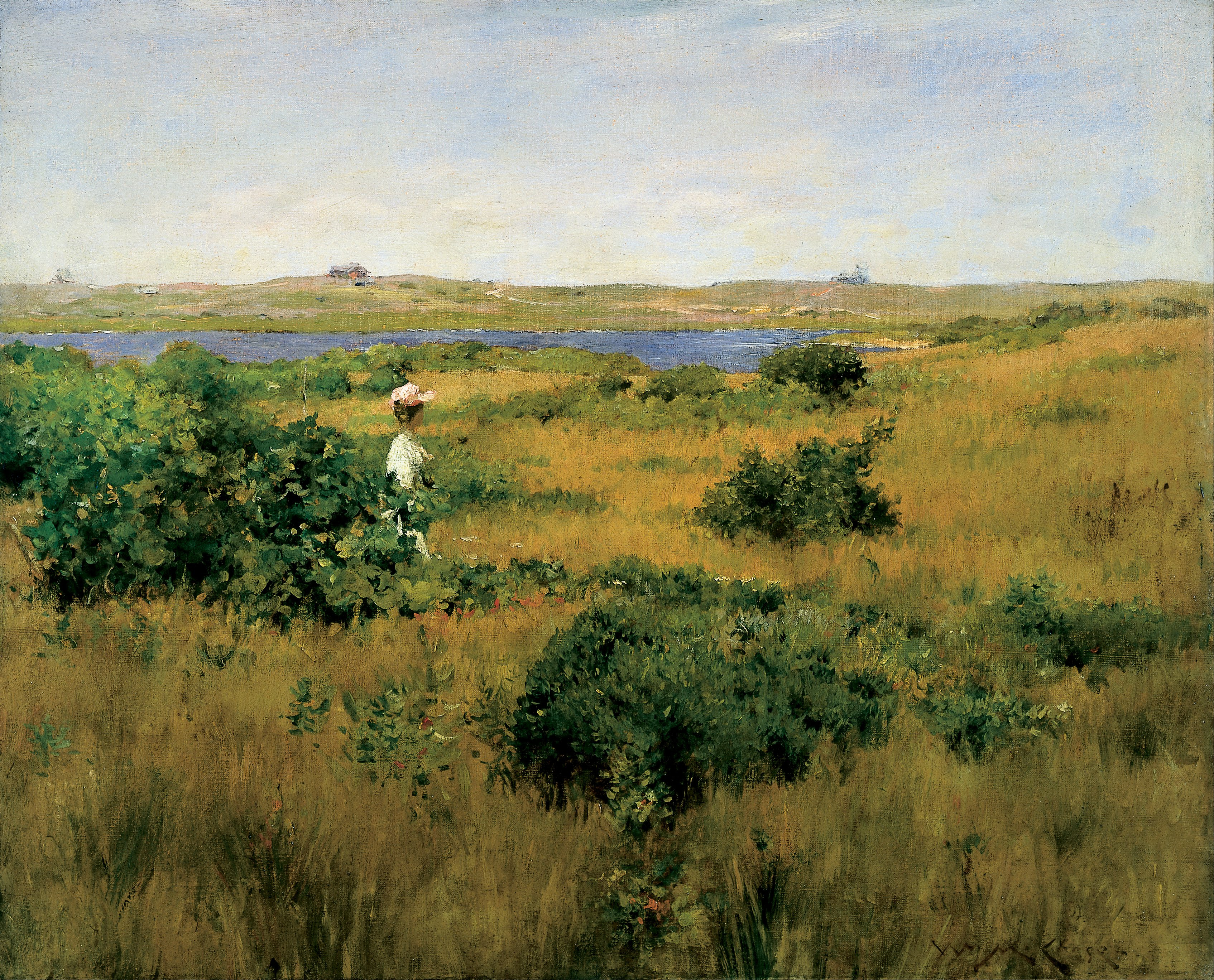
Summer at Shinnecock Hills, 1891

### Latere periode
De verspreiding van het impressionisme in de Verenigde Staten werd vooral in de hand gewerkt door het kunstonderwijs. De zomerscholen die overal werden opgericht en zich aan de plein-air schilderkunst weidden, speelden hierbij een grote rol. De meest toonaangevende was de Shinnecock Hill Summer School of Art op het oostelijk deel van Long Island, die in 1891 werd opgericht door William Merritt Chase en werd gefinancierd door een aantal verzamelaars. Chase had er de leiding en gaf er kunstonderricht tot in 1902. Hij gaf er twee dagen per week les en de rest van de week kon hij met zijn familie genieten van de mooie omgeving en werken aan zijn eigen schilderijen.
In 1896 opende hij de Chase School of Art, die later befaamd zal worden als de New York School of Art. Door zijn betrokkenheid bij het kunstonderwijs had hij grote invloed op een hele generatie na hem komende Amerikaanse kunstschilders, zoals Charles Demuth, Marsden Hartley, Georgia O'Keeffe, Pauline Palmer en Emma Lampert Cooper die leerlingen van hem waren. In 1903 bezocht hij met een groep leerlingen van zijn Chase School of Art Haarlem, waarbij onder andere de oude Jozef Israëls met een bezoek werd vereerd. In datzelfde jaar werd Chase lid van de Ten American Painters.
Ondanks zijn succes als impressionist bleef Chase de oude technieken gebruiken, vooral in zijn portretten en stillevens. Hij positioneerde zich als een portrettist voor de rijkere klasse en schilderde portretten van zijn leerlingen als voorbeeld. Die werden dan uitgebreid geëxposeerd en later dikwijls aan musea geschonken, zoals zijn Lady in Black, die naar het Metropolitan Museum of Art ging. Portretten van modieuze dames werden zijn handelsmerk en in de jaren 1890 vroeg hij $ 2,000 per stuk voor een portret ten voeten uit. Voor een stilleven met vis, geschilderd in zijn Münchense stijl, varieerden de prijzen tussen de $ 1,000 en $ 2,000. Dit werk zorgde voor een behoorlijk inkomen, maar Chase maakte er zich zorgen over dat men hem zou herinneren als een "schilder van vissen".

## Galerij

### Algemeen

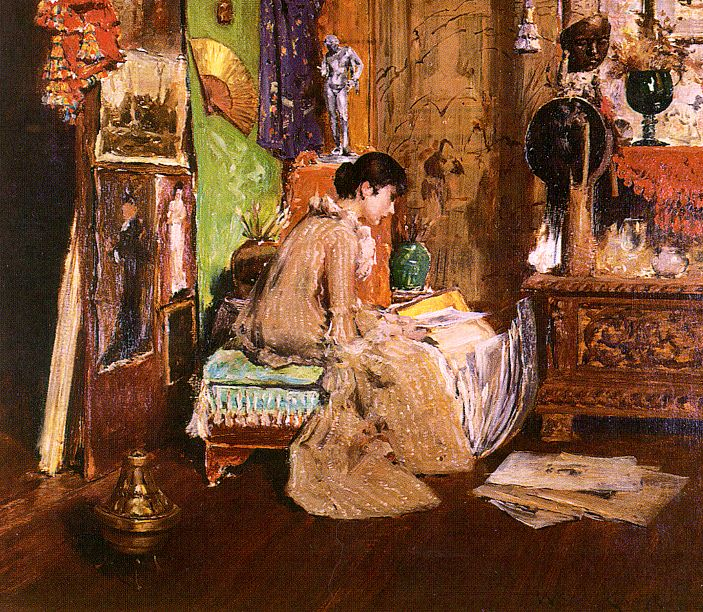
In the Studio Corner, 1881
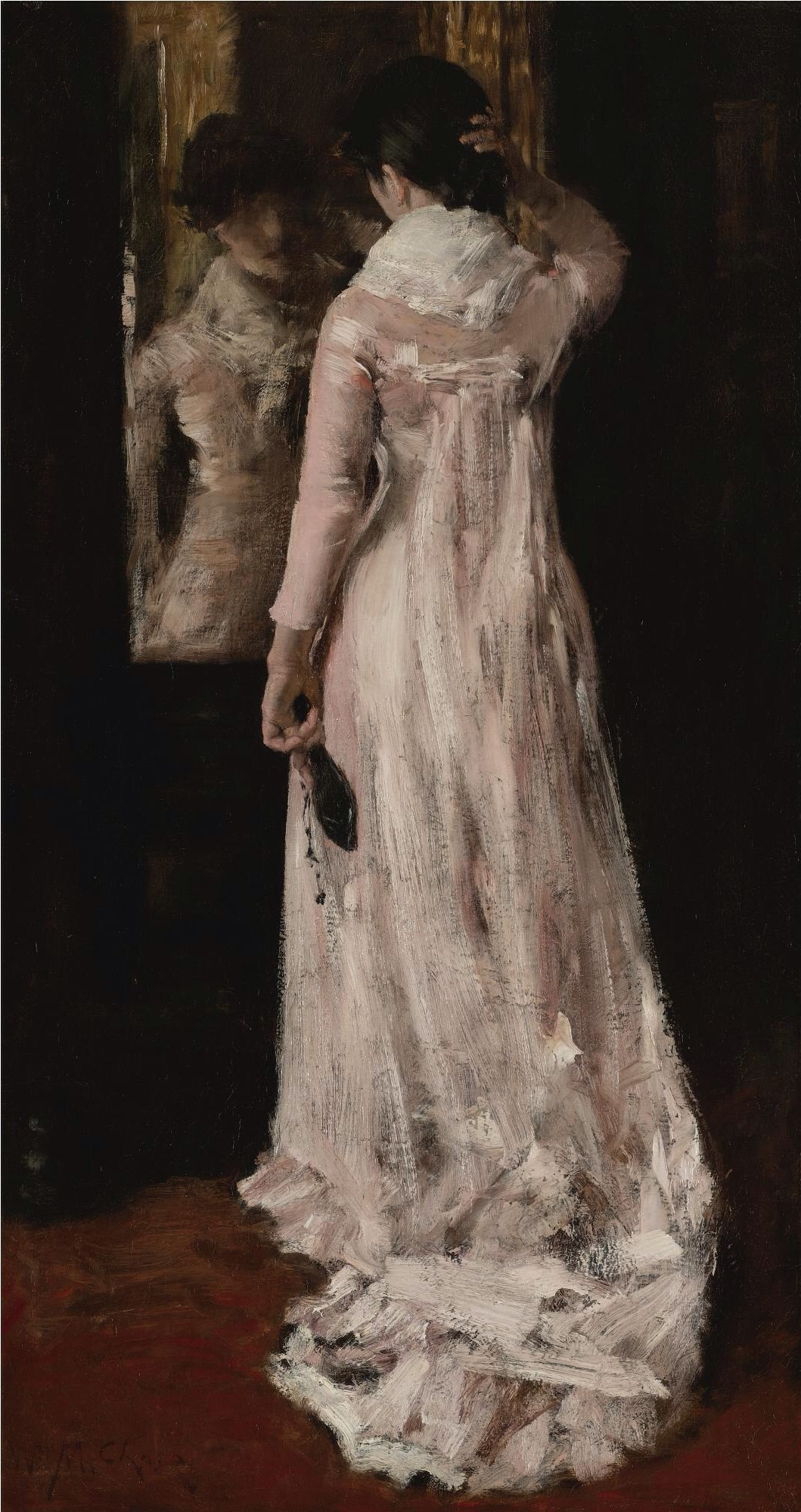
I Think I'm Ready Now, 1883
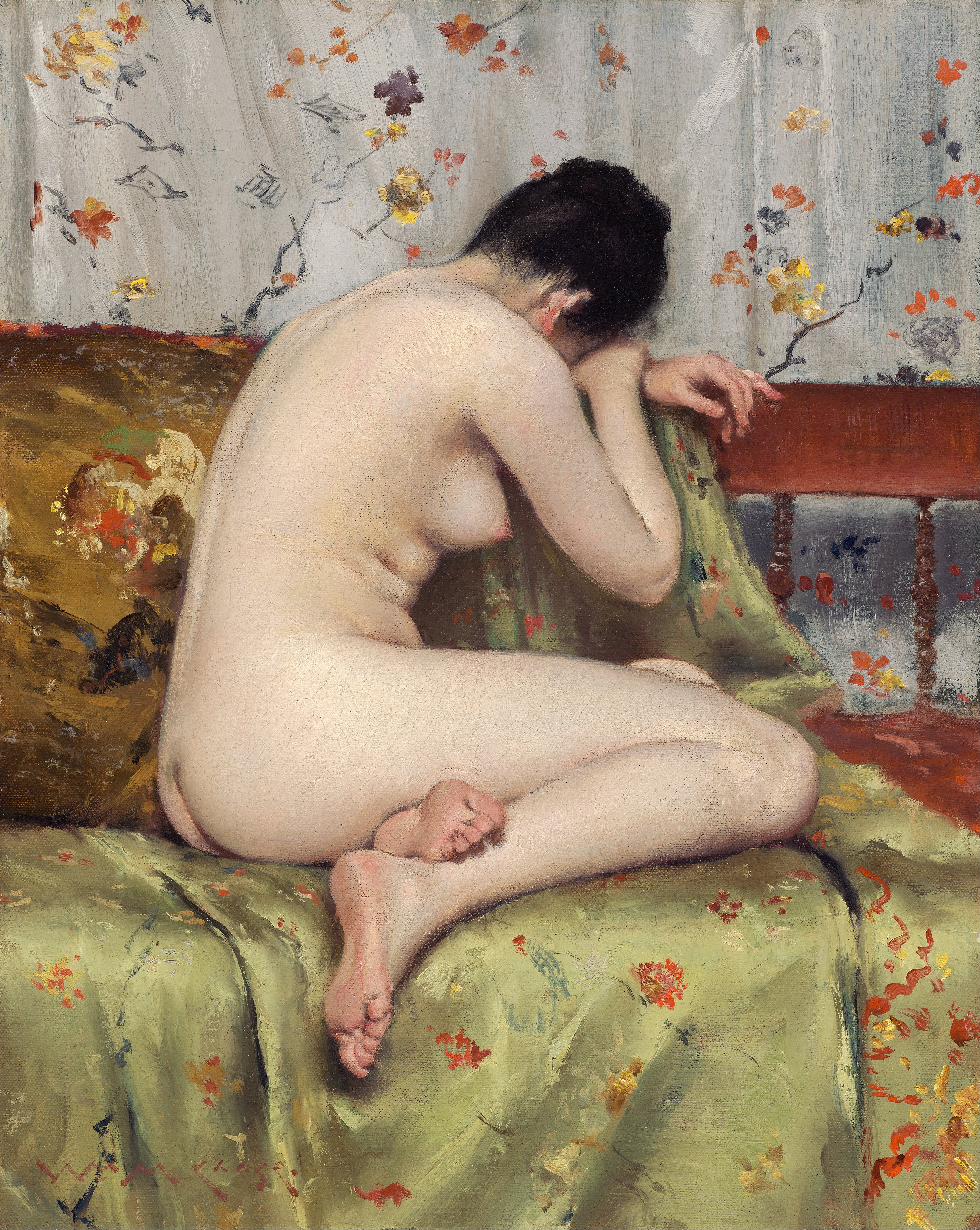
A Modern Magdalen, 1888
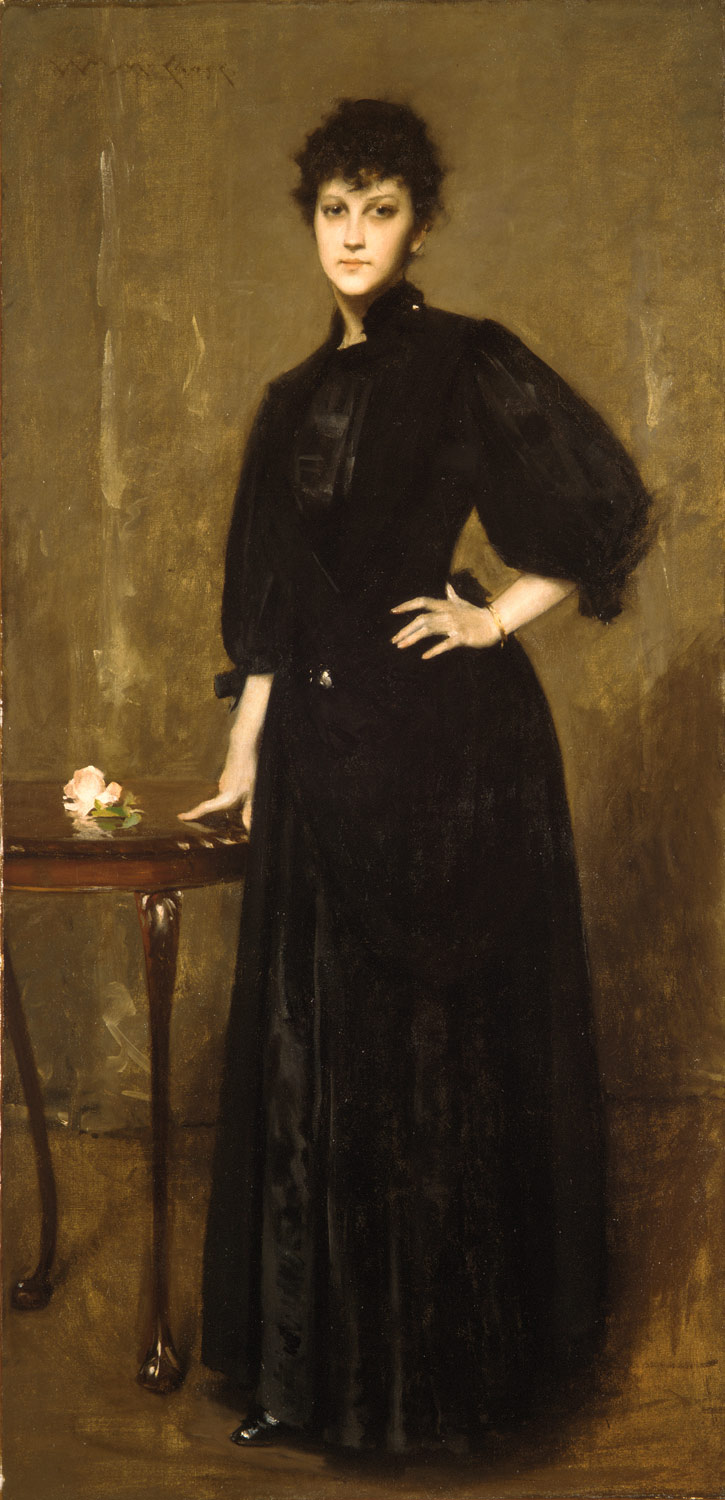
Lady in Black, 1888, Metropolitan Museum o Art, New York
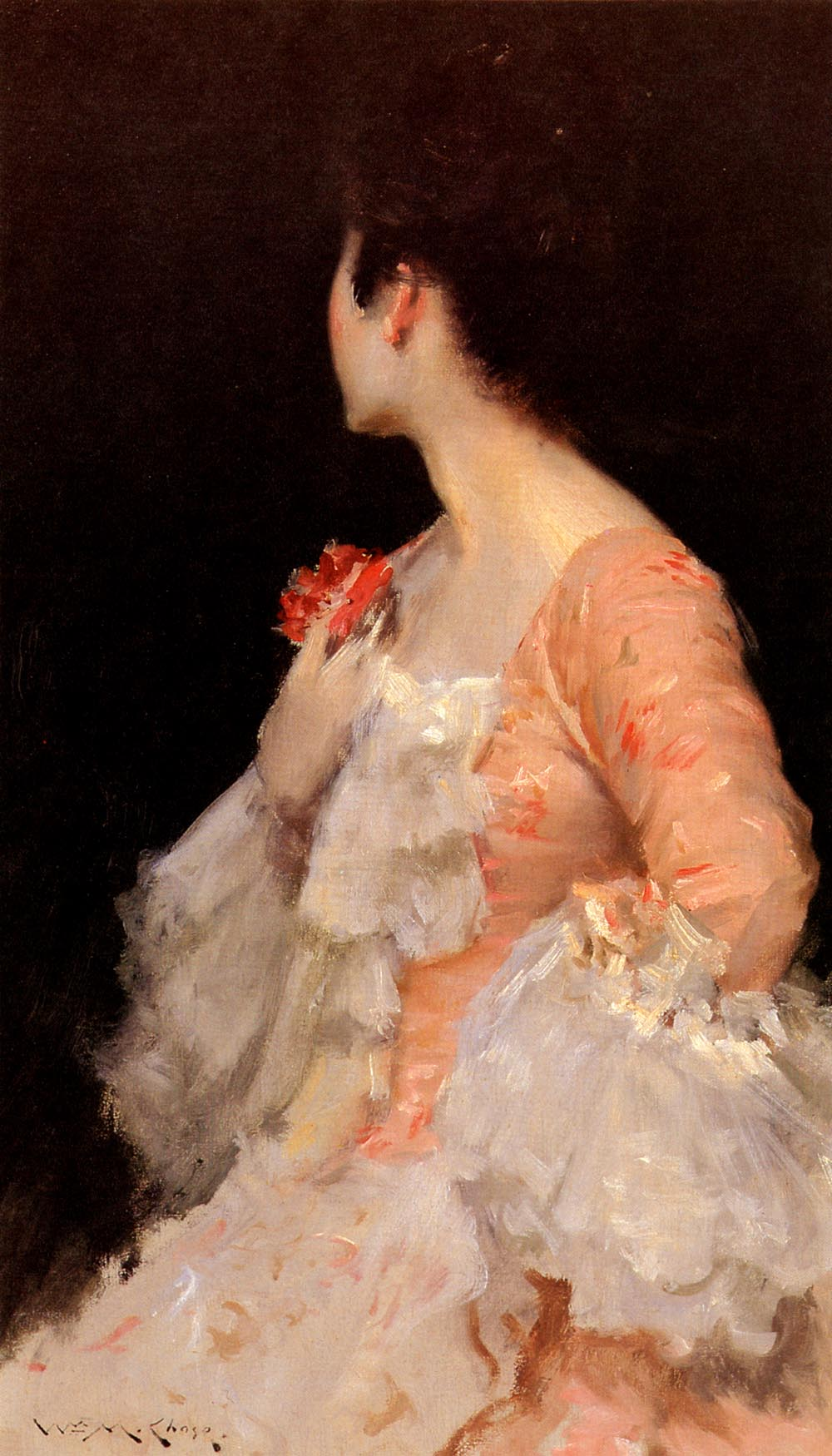
Portrait Of A Lady, 1890
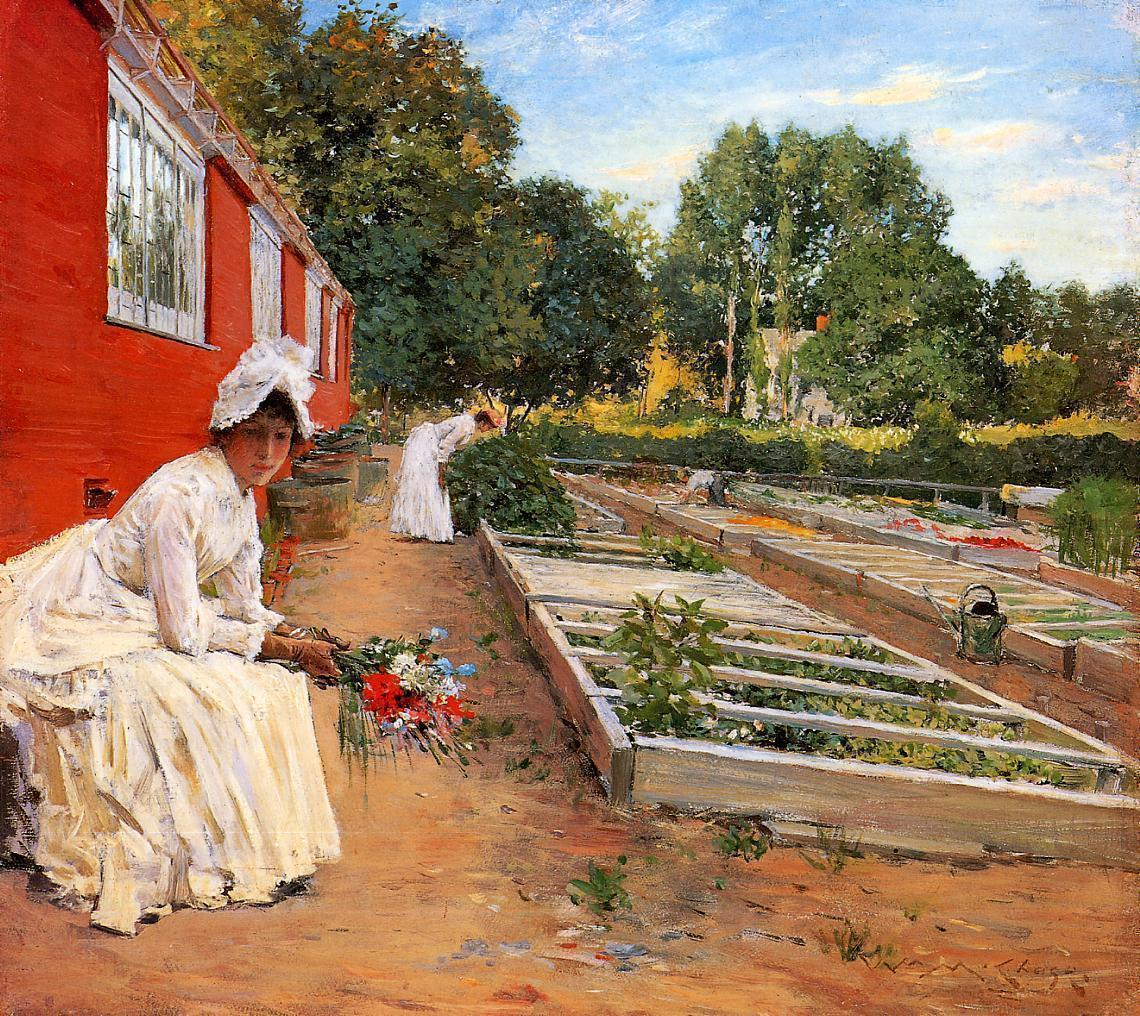
The Nursery, 1890
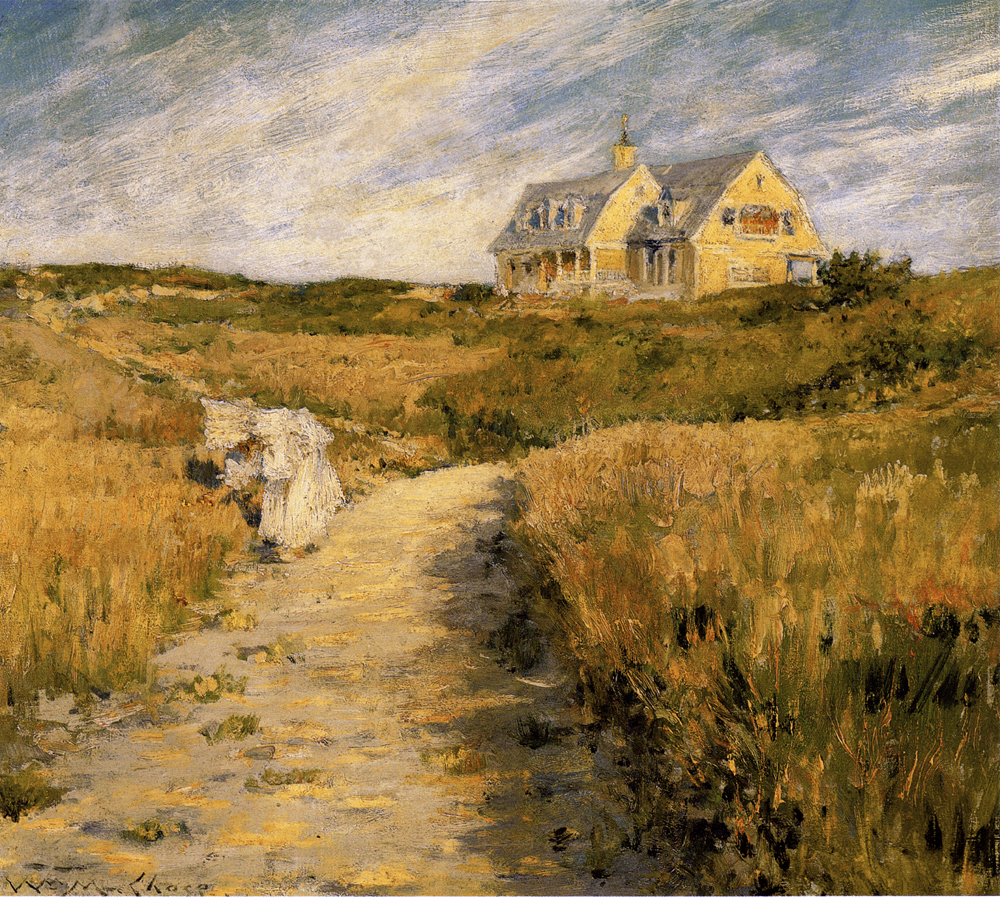
The Chase Homestead Shinnecock, 1893
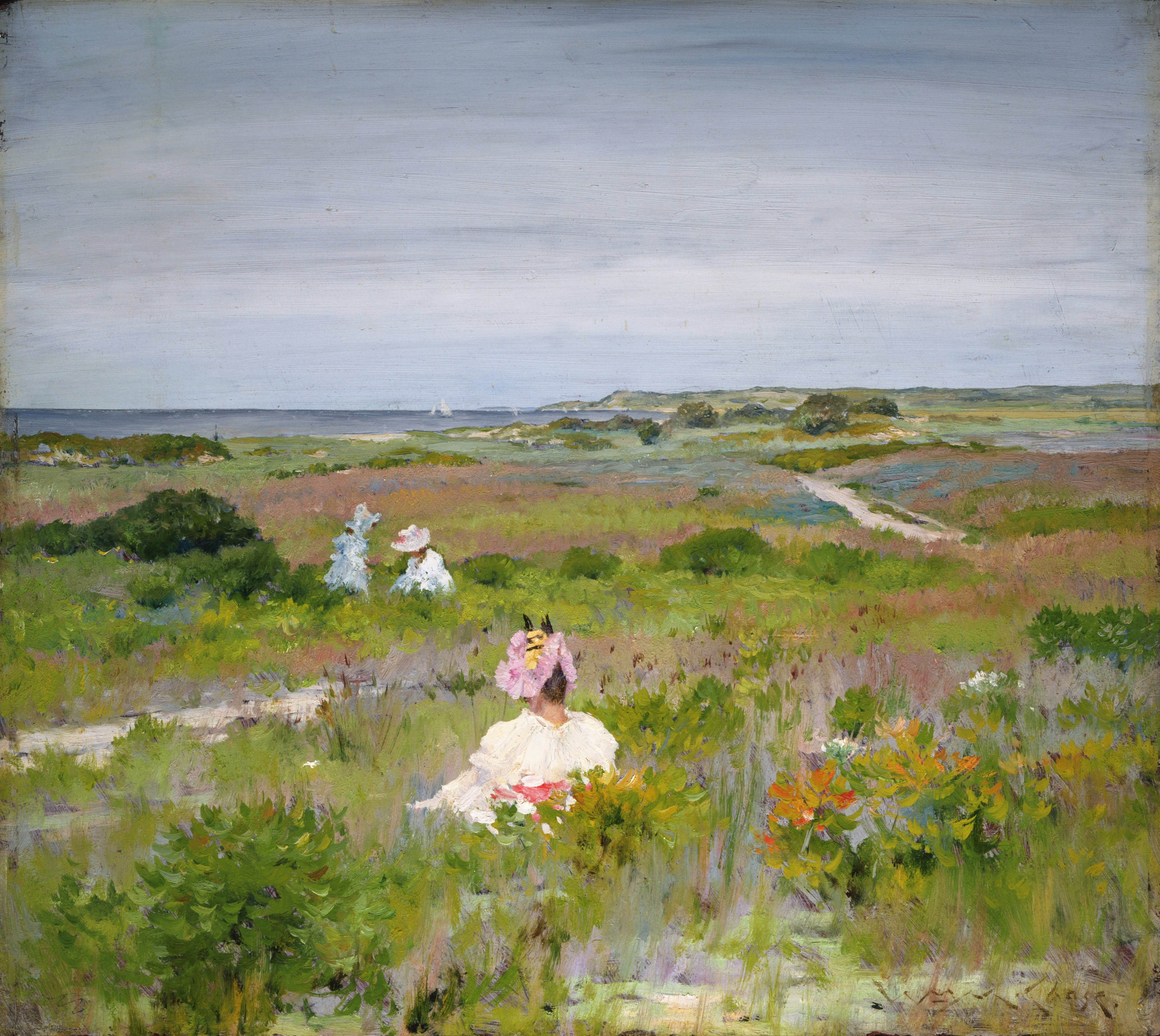
Shinnecock, Long Island, 1896
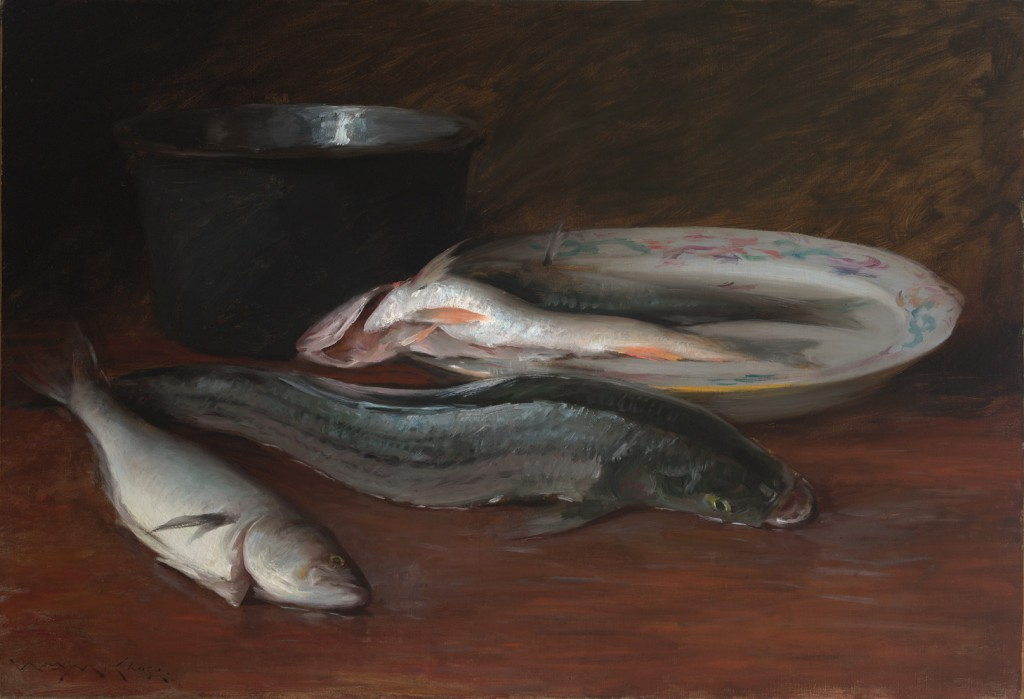
Stilleven met vissen, 1896
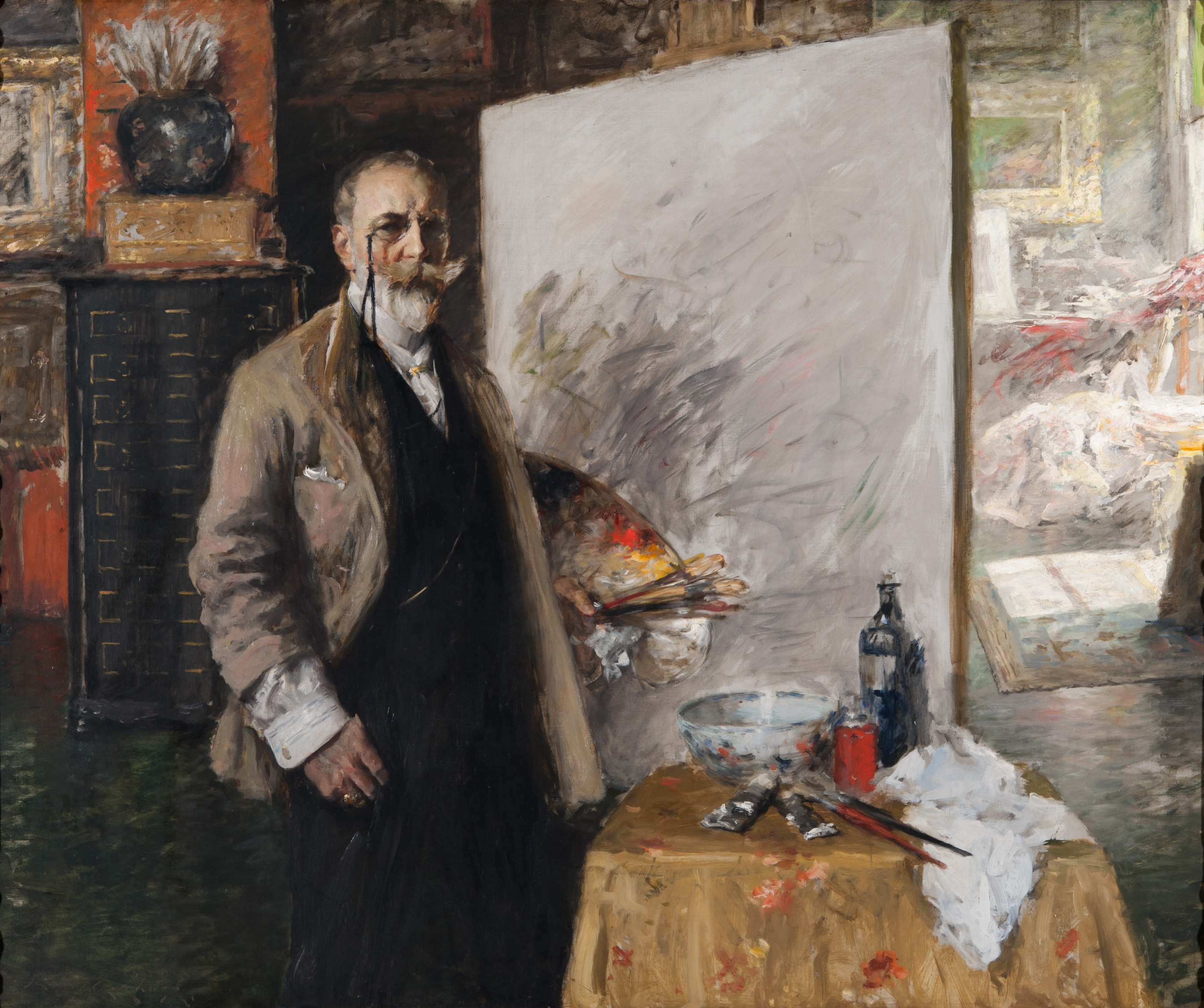
Zelfportret, 1915

### "Hollandse werken"

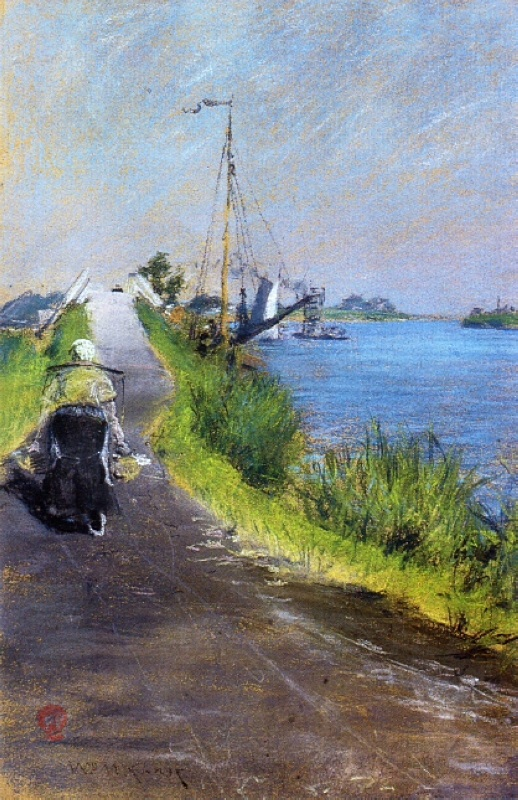
Dutch Canal, 1883
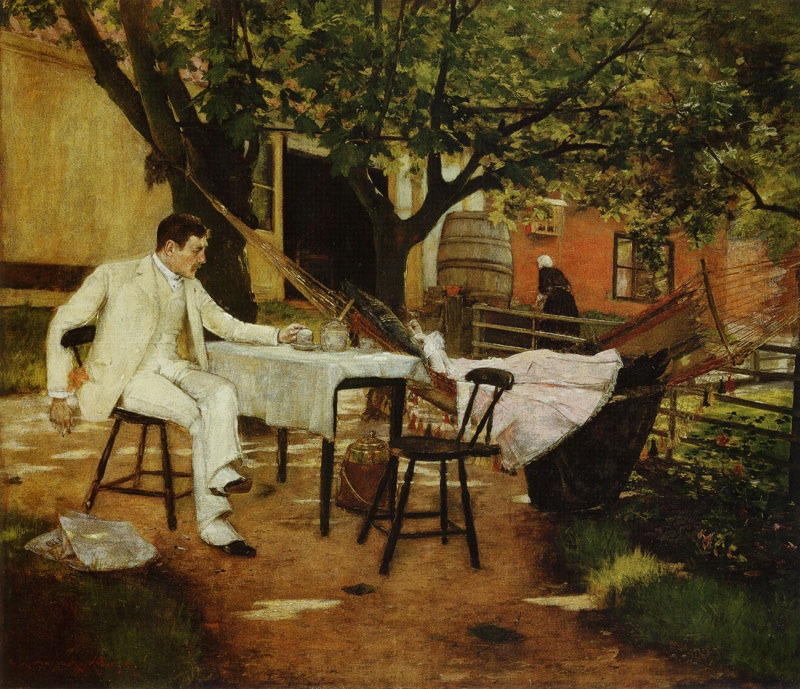
A sunny afternoon in Holland, 1884
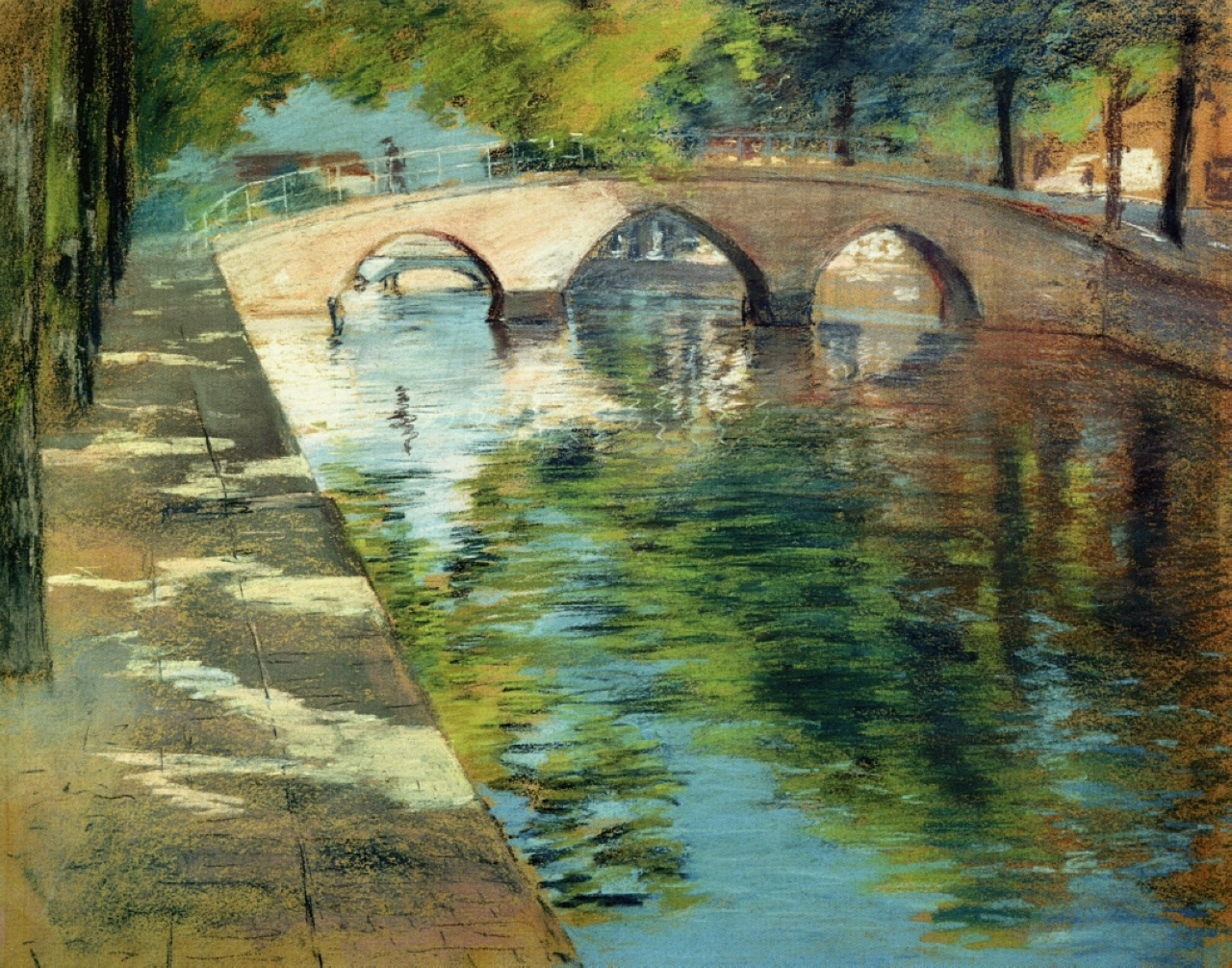
Weerspiegelingen (Dordrecht, 1885)
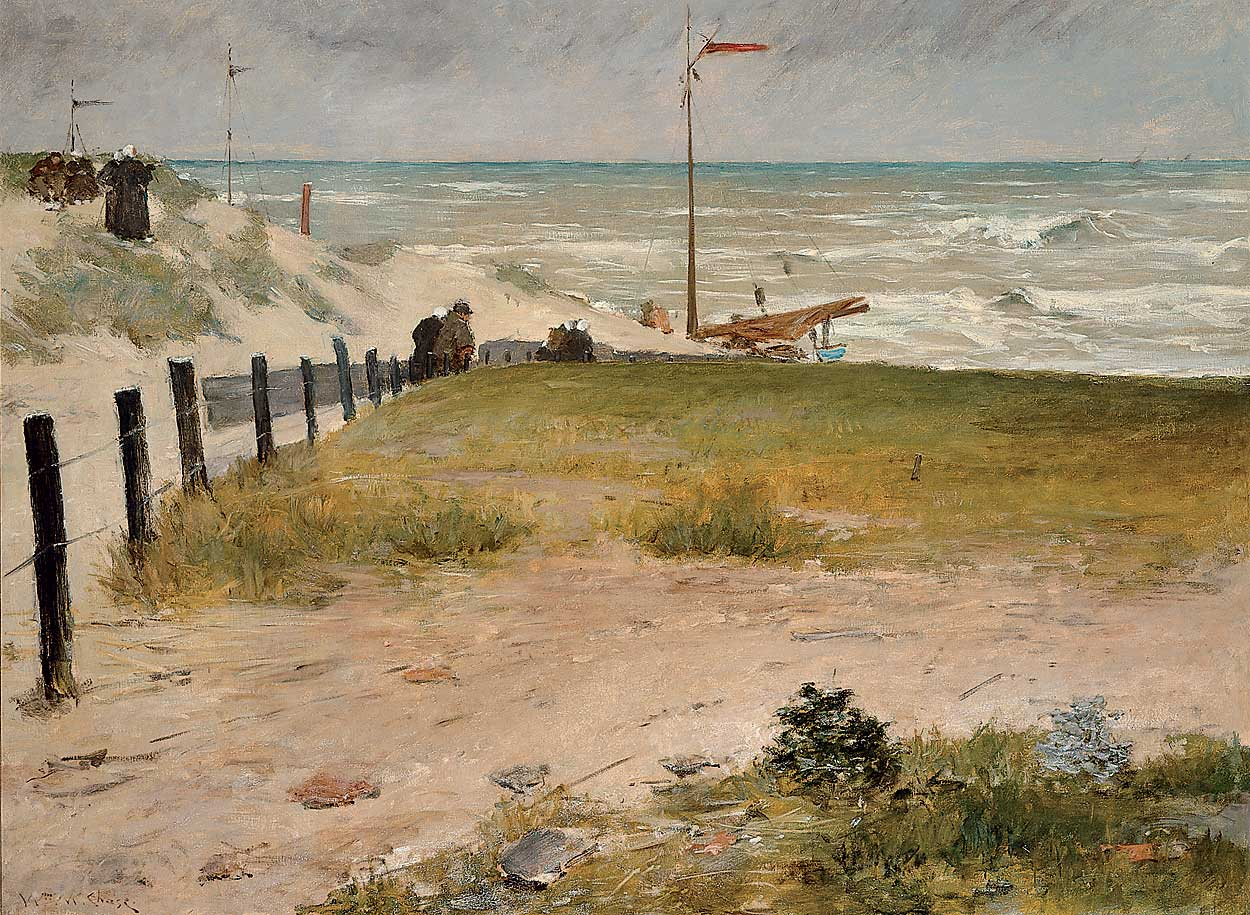
Coast of Holland, 1884
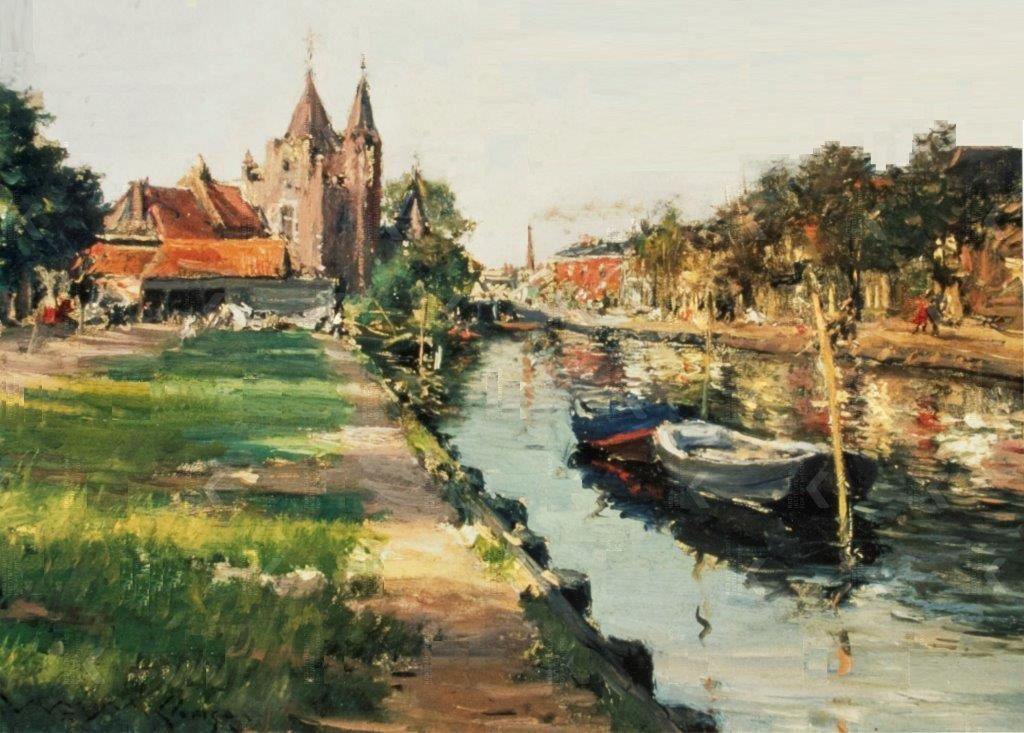
Along the canal, Haarlem, 1884